# Carl Rahl
Carl Rahl (Bécs, 1812. augusztus 13. – Bécs, 1865. július 9.) osztrák festő.

## Pályafutása
Kezdetben apjának, Karl Heinrich Rahl (1779–1843) festő- és rézmetszőnek volt a tanítványa, ezután a bécsi művészeti akadémián, majd Münchenben és Stuttgartban tanult. Magyarországon is járt, meglátogatta Olaszországot, ahol főleg a velencei mesterek hatása alá került. Párizst, Koppenhágát is felkereste. Vándorútján többnyire képmásokat festett, később főleg nagy történelmi és dekoratív jellegű képeket, melyek Kaulbach hatását mutatják. A legkiválóbbak: Manfred holttestének felfedezése; Manfred bevonulása Lucernába; A keresztények üldözése a katakombákban (hamburgi Kunsthalle, ismétlése a berlini Nationalgalerie-ban); dekoratív képek Sina báró bécsi palotájában, a bécsi Alter Fleischmarkt templomának homlokzatán és előcsarnokában, a bécsi Todesco-palotában, a bécsi fegyvermúzeum lépcsőházában. A bécsi operaházban Rahl kartonjai alapján halála után tanítványai festettek freskókat. 1835-től 1843-ig Rómában, 1848-tól 1850-ig Münchenben élt, aztán 1850-től rövid ideig tanár volt a bécsi művészeti akadémián, azután magániskolát nyitott, amelynek más kiváló festők között Lotz Károly is növendéke volt.
Rahl, aki Rubens és a velencei mesterek színpompáját igyekezett a római mesterek monumentális művészetével egyesíteni, korának legtekintélyesebb, legbefolyásosabb festője volt Bécsben, ahol sok falképet alkotott. Monumentalitásra és egyúttal színességre törekvő stílusa lényegében eklektikus, akadémikus művészet és mint ilyen, sok elismerést aratott. Eklektikus stílusa azon az elven alapult, hogy össze kell egyeztetni a római formát a velencei színnel. Férfiképmása a budapesti Szépművészeti Múzeumban és Than Mór arcképe a Magyar Történelmi Képcsarnokban található. Sokszor tartózkodott Magyarországon és itt közel 50 arcképet festett. Szent Annát ábrázoló oltárképe a debreceni római katolikus Szent Anna-székesegyházban van.